# 寮國基普
寮國基普是寮國自1952年起的法定流通貨幣，由寮人民民主共和國銀行发行。它的貨幣編號為LAK。輔幣單位為阿特，1基普=100阿特。

## 紙幣
- 1 基普
- 5 基普
- 10 基普
- 20 基普
- 50 基普
- 100 基普
- 500 基普
- 1,000 基普
- 2,000 基普
- 5,000 基普
- 10,000 基普
- 20,000 基普
- 50,000 基普
- 100,000 基普

## 参閲
- 老挝經濟
- 老挝人民民主共和国银行

## 外部連結
- 唐的世界硬币画廊：Laos
- 罗恩·怀斯的世界纸币：Laos 镜像网站
- 现代金融系统表格－库尔特·舒勒制作：Asia 镜像网站
- 环球货币历史：Laos
- 《环球金融资料》系列：Laos Kip
- 《环球金融资料》货币历史表格（ 微软试算表格式）

1. (PDF). 台北市航空貨運承攬商業同業公會. 經濟部標準檢驗局. 2024-03-20  [2024-04-25] （中文（臺灣））.
2. ↑   (PDF). Bank of the Lao P.D.R. 2009年12月  [2014-07-24]. （原始内容 (PDF)存档于2013-08-18） （英语）.